# Hadsel
Hadsel is een gemeente in de Noorse provincie Nordland. De gemeente omvat de eilanden Hadseløya en Børøya en delen van drie omliggende eilanden: Austvågøy, Hinnøya en Langøya. In 2017 telde de gemeente 8009 inwoners.

## Plaatsen in de gemeente
- Melbu
- Sandnes
- Stokmarknes
- Fiskebøl

Alstahaug · Andøy · Beiarn · Bindal · Bø · Bodø · Brønnøy · Dønna · Evenes · Fauske · Flakstad · Gildeskål · Grane · Hadsel · Hamarøy · Hattfjelldal · Hemnes · Herøy · Leirfjord · Lødingen · Lurøy · Meløy · Moskenes · Narvik · Nesna · Øksnes · Rana · Rødøy · Røst · Saltdal · Sømna · Sørfold · Sortland · Steigen · Træna · Værøy · Vågan · Vefsn · Vega · Vestvågøy · Vevelstad

Fylker van Noorwegen